# Sorbiska
Sorbiska (serbšćina), även vendiska eller lausitzvendiska (se Vender och Lausitz), är ett västslaviskt språk, nära släkt med tjeckiska och polska, även serbiska, som talas av cirka 30 000 i östligaste Tyskland. Det talas i två varianter: högsorbiska kring staden Bautzen (Budyšin) och lågsorbiska kring staden Cottbus (Chóśebuz).
Bland äldre begrepp finns: lausitz-serbiska, lausitzisk-serbiska, lausitziska, lausitzka (nedre-lausitzka, övre-lausitzka), lusatiska (jämför engelska: Lusatian).

## Indelning
Sorbiska är uppdelat i högsorbiska och lågsorbiska. Högsorbiska talas i Oberlausitz i Sachsen. De flesta talarna finns i "triangeln" mellan Bautzen i söder över Kamenz i väster till Hoyerswerda i norr. En andra tyngdpunkt finns mellan Hoyerswerda och Bad Muskau mot öster. Lågsorbiska talas i Niederlausitz omkring Cottbus (Spreewald). Båda områdena ligger utefter Sprees floddal.

## Användning och historia
Språket talas numera av någonstans mellan 20 000 och 30 000 talare. Högsorbiskan och lågsorbiskan särskiljer sig mest på grund av religiösa skillnader i befolkningen; talarna av högsorbiskan i söder är katoliker, talarna av lågsorbiska i norr protestanter. Bristen på giftermål över religionsgränserna höll dialekterna åtskilda.
Nuförtiden (2010-talet) talas lågsorbiskan av drygt 6 000 talare, medan högsorbiskan talas av cirka 15 000. I båda områdena har andelen talare minskat över tid, och framför allt lågsorbiskan är hotat på grund av bristen på unga talare. Ekonomiska problem i regionen (där brytning av brunkol tidigare varit viktig) har medfört en stor utvandring till andra delar av Tyskland. Den sorbiska som tidigare talades öster om Neisse (idag gränsflod mot Polen) har dött ut på grund av de omfattande folkomflyttningarna i slutet av och efter andra världskriget.
Under nazitiden motarbetades den slaviska sorbiskan av regimen. Under efterkrigstiden gjordes dock kultursatsningar i DDR för den sorbiska kulturens bevarande. 1998 introducerades ett skolprojekt av typen språkbad i Niederlausitz, där eleverna undervisas på lågsorbiska.

## Fonologi (högsorbiska)

### Konsonanter
|             | Bilabial | Alveolar | Alveolar | Postalveolar | Palatal | Velar  | Glottal |
| ----------- | -------- | -------- | -------- | ------------ | ------- | ------ | ------- |
| Norm.       | Bilabial | Pal.     |          | Postalveolar | Palatal | Velar  | Glottal |
| Nasal       | m        | n        | nʲ       |              |         |        |         |
| Klusil      | p \| b   | t \| d   |          |              |         | k \| g |         |
| Affrikat    |          | t͡s       |          | t͡ɕ           | t͡ʃ      |        |         |
| Frikativ    | f        | s \| z   |          | ɕ \| ʑ       | ʃ \| ʒ  | x      | ɦ       |
| Tremulant   |          | r        | rʲ       |              |         |        |         |
| Lateral     |          | l        |          |              |         |        |         |
| Approximant |          |          |          |              | j       |        |         |

Källa:

### Vokaler
|              | Främre | Central | Bakre |
| ------------ | ------ | ------- | ----- |
| Sluten       | i      | ɨ       | u     |
| Mellansluten | e      |         | o     |
| Mellanöppen  | ɛ      |         | ɔ     |
| Öppen        |        | a       |       |

Källa:

## Grammatik
Hög- och lågsorbiska skiljer sig åt i såväl uttal som grammatik. Högsorbiskan står fonetiskt tjeckiskan nära, medan lågsorbiskan står närmare polskan.
Båda sorbiska språken använder förutom singularis och pluralis också dualis i numerussystemet. Genussystemet omfattar maskulinum, femininum och neutrum.
Högsorbiska använder sig av följande kasus:
1. Nominativ
2. Genitiv
3. Dativ
4. Ackusativ
5. Instrumentalis
6. Lokativ
7. Vokativ

I lågsorbiska används vokativen endast i ett fåtal ord.

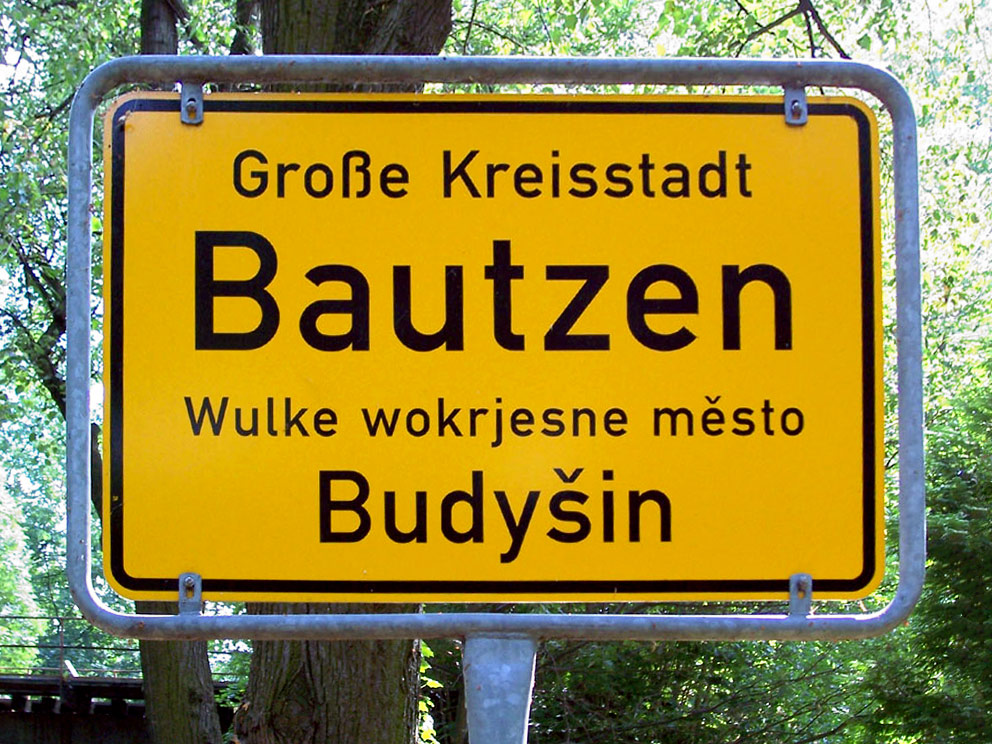
Tvåspråkig vägskylt på tyska och högsorbiska.

Ytterligare skillnader i grammatiken består i deklinationer, konjugationer och att besläktade ord har olika grammatiska genus. Det finns också olika ord för samma begrepp som kan inte kan förklaras genom uttalsförändringar.

## Alfabet
Hög- och lågsorbiska skrivs med sina egna alfabet, ett för varje språk. Båda alfabeten är modifierade latinska alfabet med extra skrivtecken Č,č, Ć,ć, Ě,ě, Ł,ł, Ń,ń, Ó,ó, Š,š och Ž,ž såväl som digrafen Ch,ch. Högsorbiska alfabetet använder dessutom Ř,ř och digrafen Dź,dź medan det lågsorbiska alfabetet använder Ŕ,ŕ, Ś,ś och Ź,ź. Bokstäverna Q,q, V,v och X,x används bara i egennamn. Det finns inga ord som börjar med Ě,ě, Ń,ń, Ó,ó eller Ř,ř..